# DB VT 10 551i

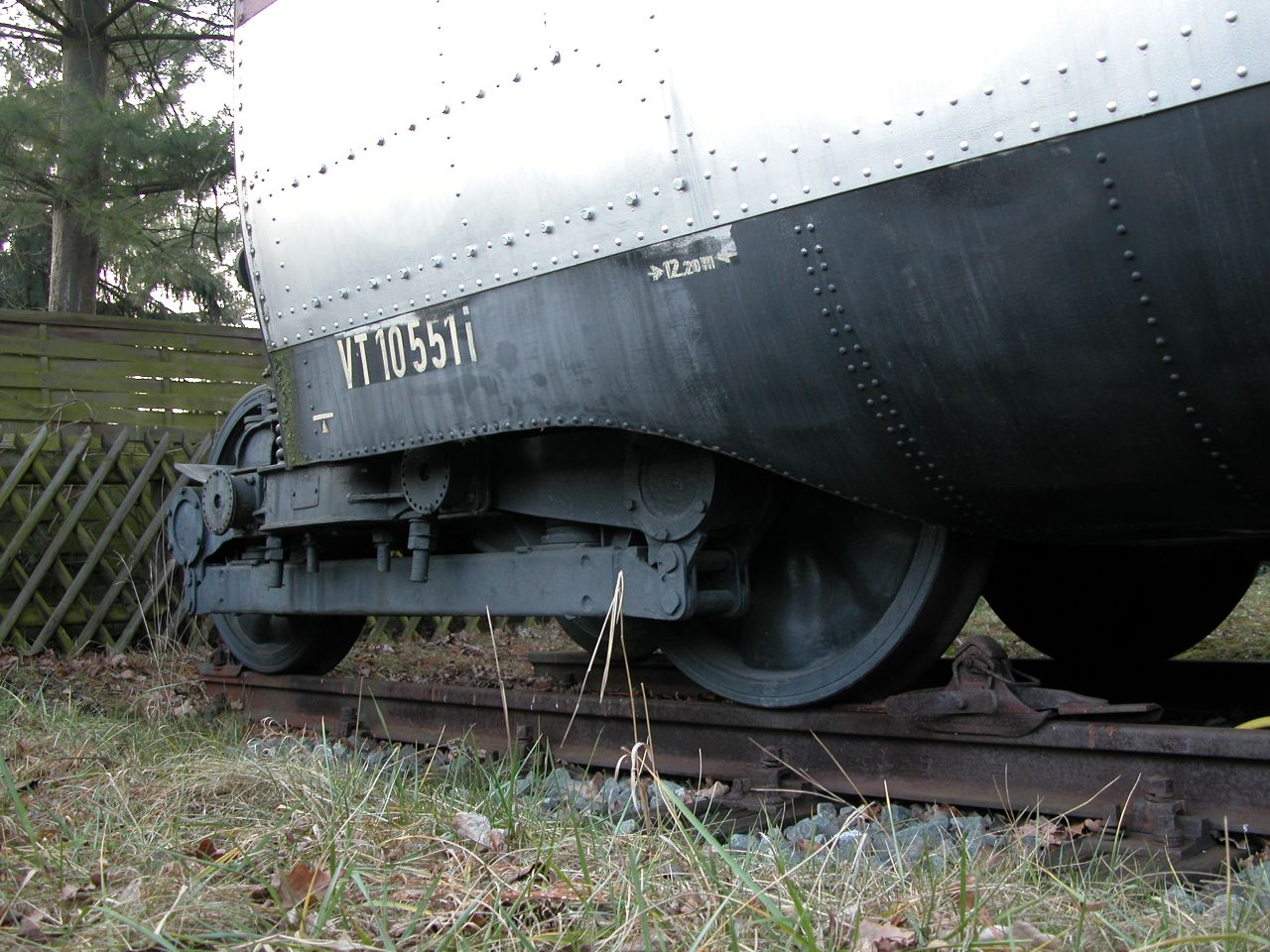
Fahrzeugbezeichnung am Wagen

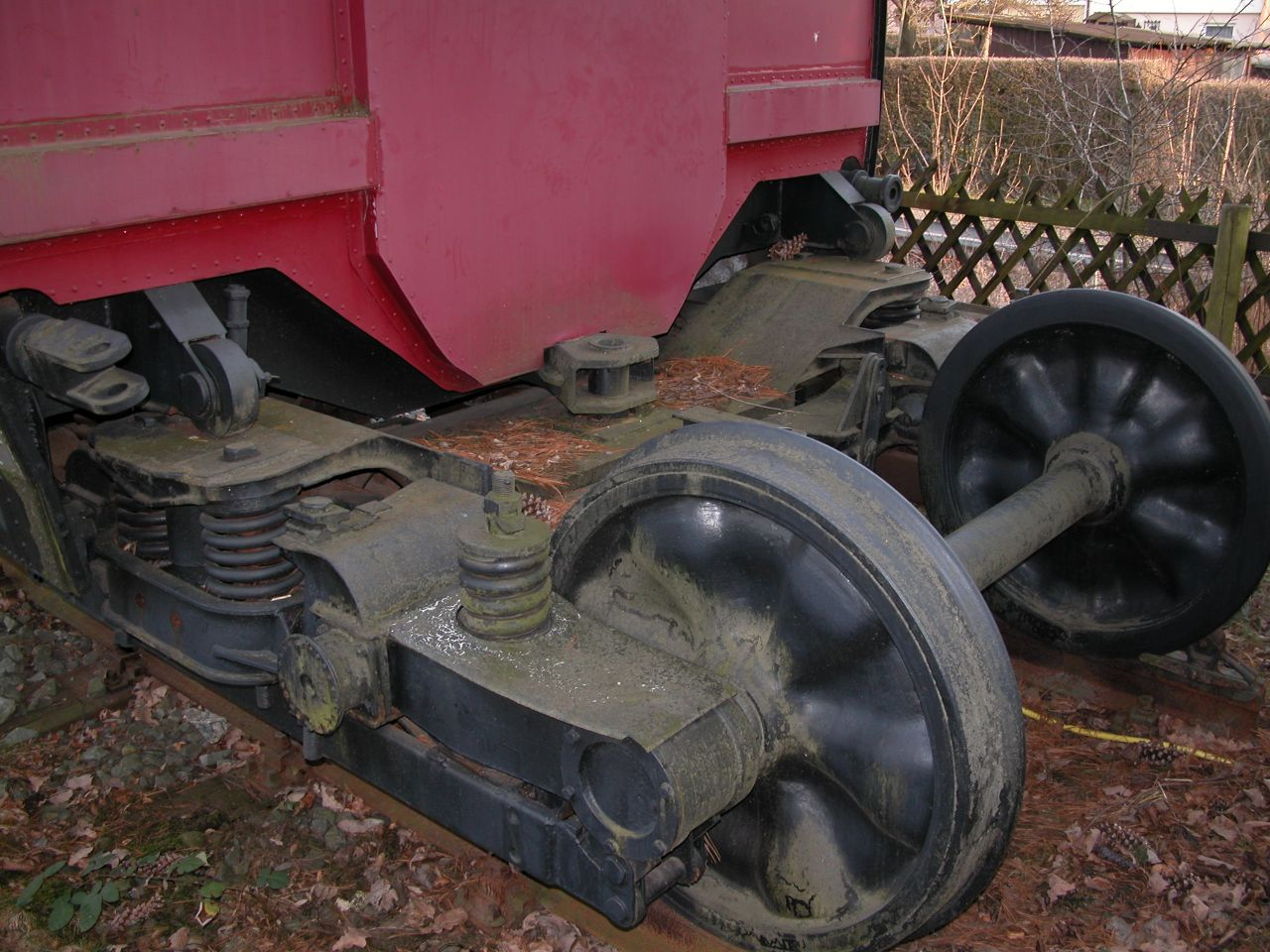
Jakobs-Drehgestell des Wagens

Der Salonwagen VT 10 551i war ein für den Leichtmetall-Triebzug VT 10 551 nachträglich bestellter und von Wegmann in Kassel gebauter Salonwagen. Er wurde nur wenige Male eingesetzt, ist aber als einziges Fahrzeug aus einem Triebwagen der Baureihe VT 10.5 erhalten.

## Geschichte
Der für die Deutsche Schlafwagen- und Speisewagengesellschaft (DSG) gebaute, für den Nachtverkehr eingerichtete VT 10 551 wurde 1953 fertiggestellt und 1955 durch die DB übernommen. Direkt von der Deutschen Verkehrsausstellung 1953 fuhr der Zug zu einer Werbefahrt nach Athen. Als damals hoch moderner Zug mit allem Komfort zog er auch die Begehrlichkeit der politischen Prominenz der jungen Bundesrepublik Deutschland auf sich, die damit renommieren wollte. Dazu fehlte aber noch die gehobene Ausstattung, die ein Salonwagen bot. Deshalb wurde der Salonwagen VT 10 551i nachbestellt – offiziell ein Ergänzungsfahrzeug zum Einsatz im öffentlichen Verkehr des Nachtzugs. Tatsächlich aber wurde der 1956 gelieferte Mittelwagen für den Triebzug nur für Staatsfahrten eingesetzt. Der Zug verursachte hohe Wartungskosten. Deshalb beschloss die DB den VT 10 551 zum Sommerfahrplan 1958 aus dem Verkehr zu ziehen. Als an den Triebköpfen Risse an der Außenhaut festgestellt wurden, geschah das jedoch bereits zum 20. Oktober 1957. Damit gab es für den Salonwagen VT 10 551i keine Einsatzmöglichkeit mehr.
Wie für den übrigen Zug wurde ein Käufer gesucht. Letztendlich wurde der VT 10 551 verschrottet. Der Salonwagen VT 10 551i entging diesem Schicksal, weil er von den Nürnberger Eisenbahnfreunden gekauft, auf ein Gleisjoch gestellt wurde und bis heute als Clubheim genutzt wird. Nachdem er jahrelang im östlichen Vorfeld des Nürnberger Hauptbahnhofes stand, steht er heute neben dem Bahnhof Nürnberg-Stein an der Bahnstrecke Nürnberg–Crailsheim.

## Fahrzeug
Der Wagen ist 11,6 m lang und 3,024 m breit. Er entsprach damit und in den übrigen technischen Parametern den Abmessungen und der technischen Ausstattung der anderen Mittelwagen des Triebzuges VT 10 551. In dieser Sonderbauform konnte er ausschließlich in diesen Zug eingestellt werden, war von seinem Einsatz her also vom Betrieb des VT 10 551 abhängig. Der Wagen hatte keine Außentür, konnte also nur über die benachbart gekuppelten Wagen betreten werden.
Der Salonwagen VT 10 551i orientiert sich an der Raumfolge, wie sie für Salonwagen auch vor dem Zweiten Weltkrieg üblich war:
- Ein als „Wohnzimmer“ eingerichteter Salon, 5 m lang, der sich über die gesamte Wagenbreite erstreckt. Er ist mit zwei Geschirrschränken und einem Musikschrank mit Radio ausgestattet. Einen in der Mitte des Raumes platzierten Tisch umstanden sechs Sessel. Weiter gab es eine Stehlampe. Im Salon gab es auch an jeder Seite ein Fenster, das sich durch eine Kurbel öffnen ließ.[3][Anm. 2]
- Ein gegenüber den im kommerziellen Verkehr verwendeten Abteilen großzügig bemessenes Schlafabteil. Neben dem Bett, das tagsüber als Sofa diente, gab es hier auch zwei Sessel und einen hochklappbaren Tisch, der als Aushilfs-Schreibtisch dienen konnte.[4]
- Ein Badezimmer mit Waschbecken, Toilette, und Sitzbadewanne. Diese letzten beiden Räume sind neben einem Seitengang angeordnet.
- An der salonseitigen Stirnwand des Fahrzeugs ist eine Garderobe und ein Wäscheschrank untergebracht, am gegenüber liegenden Ende des Fahrzeugs befindet sich ein weiterer Wäscheschrank, ein Kleider- und ein Schaltschrank.[4]

## Betrieb
Wegen der begrenzten Leistungsfähigkeit der Motoren des VT 10 551 musste ein anderer Wagen aus dem Zug ausgereiht werden, wenn der Salonwagen eingereiht wurde. War das Fahrzeug nicht im Einsatz, war es bei Wegmann & Co. in Kassel abgestellt. Belegt sind nur drei Einsätze:
- Vom 11. bis 24. Mai 1956 nutzte Bundespräsident Theodor Heuss den VT 10 551 und den Salonwagen bei seinem Staatsbesuch in Griechenland, dem ersten Auslands-Staatsbesuch eines deutschen Bundespräsidenten nach dem Zweiten Weltkrieg. Der Bundespräsident war mit dem Salonwagen sehr zufrieden und machte noch einige Verbesserungsvorschläge.[5]
- Am 6. und 7. November 1956 nutzte Bundeskanzler Konrad Adenauer den VT 10 551 und den Salonwagen für einen Besuch in Paris. Für diese Fahrt erhielt der Salonwagen eine Ausrüstung für den Zugpostfunk.[6]
- Am 1. Januar 1957 nutzte Konrad Adenauer anlässlich der Rückkehr des Saarlandes nach Deutschland den VT 10 551 und den Salonwagen zu einem Besuch in Saarbrücken.[6]

Als der Betrieb des VT 10 551 im Jahr 1957 aufgegeben wurde, konnte auch der Salonwagen nicht weiter betrieben werden.